# Copa Coca Cola de Zambia
La Copa Coca Cola de Zambia es un torneo de fútbol fundado en 2001, jugado cada temporada y celebrado en Zambia, esponsorizado por Coca-Cola. Juegan 16 equipos (8 de primera división, 5 de segunda división, y 3 de tercera división).

## Campeones
- 2001: Zanaco 1-0 Mufulira Wanderers (prórroga)
- 2002: Chambishi Blackburn 2-1 ZESCO United
- 2003: Power Dynamos 1-0 Red Arrows
- 2004: Zanaco 2-0 Red Arrows
- 2005: Forest Rangers 1-0 Red Arrows
- 2006: Kabwe Warriors 2-0 Forest Rangers
- 2007: ZESCO United 5-0 Nkana FC